# Замбия на летних Олимпийских играх 2012
Замбия принимала участие в летних Олимпийских играх 2012 года, которые проходили в Лондоне (Великобритания) с 27 июля по 12 августа, где её представляли 7 спортсменов в четырёх видах спорта. На церемонии открытия Олимпийских игр флаг Замбии нёс бегун Принс Мумба.
На летних Олимпийских играх 2012 Замбии не сумел завоевать ни одной олимпийской медали. На этой Олимпиаде принимала участие самая молодая делегация спортсменов Замбии в истории.

## Состав и результаты

### Бокс
Мужчины
| Соревнование | Спортсмены    | 1/16 финала        | 1/8 финала           | Четвертьфинал        | Полуфинал            | Финал                | Место |
| Соревнование | Спортсмены    | Соперник Результат | Соперник Результат   | Соперник Результат   | Соперник Результат   | Соперник Результат   | Место |
| ------------ | ------------- | ------------------ | -------------------- | -------------------- | -------------------- | -------------------- | ----- |
| до 64 кг     | Гилберт Чумбе | AUSДж. Хорн П 5:19 | Завершил выступление | Завершил выступление | Завершил выступление | Завершил выступление | 17    |

### Дзюдо
Мужчины
| Соревнование | Спортсмены    | 1/32 финала        | 1/16 финала             | 1/8 финала           | Четвертьфинал        | Полуфинал            | Финал                | Место |
| Соревнование | Спортсмены    | Соперник Результат | Соперник Результат      | Соперник Результат   | Соперник Результат   | Соперник Результат   | Соперник Результат   | Место |
| ------------ | ------------- | ------------------ | ----------------------- | -------------------- | -------------------- | -------------------- | -------------------- | ----- |
| до 81 кг     | Боас Муньонга | Не участвовал      | JPNТ. Накаи П 0000:1000 | Завершил выступление | Завершил выступление | Завершил выступление | Завершил выступление | 17    |

### Лёгкая атлетика
Мужчины
Беговые виды
| Соревнование | Спортсмены     | Отборочный раунд | Отборочный раунд | Отборочный раунд | Четвертьфинал | Четвертьфинал | Четвертьфинал | Полуфинал            | Полуфинал            | Полуфинал            | Финал                | Финал                |
| Соревнование | Спортсмены     | Забег            | Результат        | Место            | Забег         | Результат     | Место         | Забег                | Результат            | Место                | Результат            | Место                |
| ------------ | -------------- | ---------------- | ---------------- | ---------------- | ------------- | ------------- | ------------- | -------------------- | -------------------- | -------------------- | -------------------- | -------------------- |
| 100 метров   | Джеральд Прири | Не участвовал    | Не участвовал    | Не участвовал    | 1             | 10,16         | 3             | 2                    | 10,11                | 5                    | Завершил выступление | Завершил выступление |
| 800 метров   | Принс Мумба    | 6                | 1:49,07          | 7                | Не проводится | Не проводится | Не проводится | Завершил выступление | Завершил выступление | Завершил выступление | Завершил выступление | Завершил выступление |

Женщины
Беговые виды
| Соревнование | Спортсмены  | Отборочный раунд | Отборочный раунд | Отборочный раунд | Четвертьфинал         | Четвертьфинал         | Четвертьфинал         | Полуфинал             | Полуфинал             | Полуфинал             | Финал                 | Финал                 |
| Соревнование | Спортсмены  | Забег            | Результат        | Место            | Забег                 | Результат             | Место                 | Забег                 | Результат             | Место                 | Результат             | Место                 |
| ------------ | ----------- | ---------------- | ---------------- | ---------------- | --------------------- | --------------------- | --------------------- | --------------------- | --------------------- | --------------------- | --------------------- | --------------------- |
| 100 метров   | Чаузи Чооша | 1                | 12,29            | 4                | Завершила выступление | Завершила выступление | Завершила выступление | Завершила выступление | Завершила выступление | Завершила выступление | Завершила выступление | Завершила выступление |

### Плавание
Мужчины
| Соревнование        | Спортсмены   | Отборочный раунд | Отборочный раунд | Отборочный раунд | Полуфинал            | Полуфинал            | Полуфинал            | Финал                | Финал                | Итоговое место |
| Соревнование        | Спортсмены   | Заплыв           | Результат        | Место            | Заплыв               | Результат            | Место                | Результат            | Место                | Итоговое место |
| ------------------- | ------------ | ---------------- | ---------------- | ---------------- | -------------------- | -------------------- | -------------------- | -------------------- | -------------------- | -------------- |
| 100 метров на спине | Зане Джордан | 1                | 58,77            | 3                | Завершил выступление | Завершил выступление | Завершил выступление | Завершил выступление | Завершил выступление | 43             |

Женщины
| Соревнование              | Спортсмены   | Отборочный раунд | Отборочный раунд | Отборочный раунд | Полуфинал             | Полуфинал             | Полуфинал             | Финал                 | Финал                 | Итоговое место |
| Соревнование              | Спортсмены   | Заплыв           | Результат        | Место            | Заплыв                | Результат             | Место                 | Результат             | Место                 | Итоговое место |
| ------------------------- | ------------ | ---------------- | ---------------- | ---------------- | --------------------- | --------------------- | --------------------- | --------------------- | --------------------- | -------------- |
| 100 метров вольным стилем | Джейд Ховард | 2                | 59,35            | 1                | Завершила выступление | Завершила выступление | Завершила выступление | Завершила выступление | Завершила выступление | 39             |